# Чинчайсуйу
Чинчайсуйу, Чинчай суйу (кечуа: Chinchay Suyu — «Провинция Чинчай») — одна из четырёх провинций («суйу») Империи Инков.
В состав провинции входили северные земли империи к западу от Куско и расположенные на территории от современной перуанской провинции Каравели (Арекипа) до побережья Пасто в Колумбии, включая Эквадор.
Название связано с именем культуры Чинча, расположенной на территории современного департамента Ика. «Чинчай» на языке кечуа также означает Северную крайнюю точку.